# اوتو ساکور
اوتو ساکور (آلمانی: Otto Sackur؛ ۲۸ سپتامبر ۱۸۸۰ – ۱۷ دسامبر ۱۹۱۴) یک شیمی‌دان، و فیزیک‌دان اهل آلمان بود.